# Moore (Montana)
Moore – miasto w Stanach Zjednoczonych, w stanie Montana, w hrabstwie Fergus.